# René Portocarrero
René Portocarrero (* 24. Februar 1912 in Cerro, Havanna; † 7. April 1985 in Havanna) war ein kubanischer Maler, Illustrator und Keramiker.

## Leben und Werk
Im Jahr 1924 studierte René Portocarrero an der Akademie Villate und für eine kurze Zeit auch an der Akademie San Alejandro. Er verließ den akademischen Lehrbetrieb und arbeitete selbstständig. Es folgten Reisen nach Europa, Haiti und in die USA und zahlreiche Ausstellungen, z. B. in der Julien Levy Gallery in New York. 1950 arbeitete er unter anderen mit Wifredo Lam, Amelia Peléaz, Mariano und Martinez Pedro im Dorf Santiago de las Vegas an Keramikarbeiten.
1961 nahm er gemeinsam mit Fidel Castro an Gesprächen über Kultur in der Nationalbibliothek José Marti teil. Portocarrero hatte einen Sitz bei der UNESCO, Kontakt zu Peggy Guggenheim und arbeitete für den Japanischen Frauenbund. 1979 entwarf er im Auftrag von UNESCO das offizielle Plakat für das Jahr des Kindes. In den 1980er Jahren unterrichtete er Victor Miquel Moreno Piñeiro.

## Ausstellungen und Preise
René Portocarrero erhielt diverse Preise und Ehrungen, unter anderen den nach dem katholischen Priester und Unabhängigkeitskämpfer Félix Varela (1788–1853) benannten Orden „Félix Varela“ 1. Stufe durch den Staatsrat der Republik Kuba sowie die höchste im Ausland vergebene Auszeichnung  Mexikos, den Orden vom Aztekischen Adler (Águila Azteca).
Seine Werke befinden sich in den internationalen Beständen vielen Museen, unter anderem des Museum of Modern Art in New York, des „Museu de Arte Contemporânea“ in São Paulo, des Musée d’Art Moderne in Paris, der „Pan American Union“ in Washington, des „Museo de Arte Moderno“ in Buenos Aires und in Privatsammlungen.